# یدید روی
یدید روی (به انگلیسی: Zinc iodide) با فرمول شیمیایی ZnI2 یک ترکیب شیمیایی با شناسه پاب‌کم 66278 است. که جرم مولی آن 319.22 g/mol می‌باشد. شکل ظاهری این ترکیب، جامد سفید است.